# Грігоріс Георгатос
Грігоріс Георгатос (грец. Γρηγόρης Γεωργάτος, нар. 31 жовтня 1972, Пірей) — грецький футболіст, що грав на позиції лівого захисника. По завершенні ігрової кар'єри — спортивний функціонер. Футболіст року в Греції (1999).
Значну частину кар'єри провів у чемпіонаті Греції за «Олімпіакос», з яким став семиразовим чемпіоном Греції, триразовим володарем Кубка Греції та володарем Суперкубка Греції. Також зіграв 35 матчів і забив 3 голи за збірну Греції. Завдяки частим підключенням до атак лівим флангом, хорошу подачу і силову манеру гри він отримав прізвисько «грецький Роберто Карлос».

## Клубна кар'єра
У дорослому футболі дебютував 1991 року виступами за команду клубу «Панахаїкі», в якій провів п'ять сезонів, взявши участь у 126 матчах чемпіонату.
Своєю грою за цю команду привернув увагу представників тренерського штабу клубу «Олімпіакос», до складу якого приєднався на початку 1996 року. Відіграв за клуб з Пірея наступні три з половиною сезони своєї ігрової кар'єри. Більшість часу, проведеного у складі «Олімпіакоса», був основним гравцем команди. За цей час тричі виборював титул чемпіона Греції, а в останньому ще й став володарем Кубка Греції та найкращим бомбардиром клубу, незважаючи на своє оборонне амплуа.
У сезоні 1998/99 в грі Ліги чемпіонів проти «Ювентуса» Георгатос привернув увагу італійського клубу «Інтернаціонале», куди в сезоні 1999/00 перейшов за 15 млрд. лір (7 млн. євро). Дебютував у Серії А 29 серпня 1999 року в матчі проти «Верони» (3:0), а 21 листопада 1999 року в грі проти «Лечче» (6:0) забив свій перший гол у Серії А. В дебютному сезоні зігравши 28 матчів і забивши 2 голи за «Інтер» в чемпіонаті, але незважаючи на це в наступному сезоні він повернувся в «Олімпіакос» на правах сезонної оренди. Після повернення в «Інтер», він не міг повернутися в першу команду через травму, яка вивела його з ладу на деякий час, він зіграв лише 10 матчів і забив 1 гол за сезон.
Не зумівши знову закріпитися в Італії, Георгатос швидко повернувся в Грецію, приєднавшись до афінського АЕКа. У сезоні 2002/03 він зіграв 23 матчі, а АЕК фінішував третім, він також виходив на поле в чотирьох з шести матчів клубу в Лізі чемпіонів. У наступному сезоні він забив шість голів у шести матчах, але в АЕКу йому не вистачало стабільності, тому в січні він знову повернувся в «Олімпіакос» і допоміг клубу фінішувати другим. У наступні три сезони він додав до переліку своїх трофеїв ще три титули чемпіона Греції, і двічі ставав володарем Кубка Греції. У 2006 році Георгатос висловив намір закінчити свою кар'єру в «Олімпіакосі», коли продовжив контракт на один рік до липня 2007 року, в кінці сезону він вийшов у відставку.

## Виступи за збірну
Виступав за молодіжну збірну, з якою був учасником молодіжного чемпіонату Європи 1994 року у Франції.
6 вересня 1995 року дебютував в офіційних матчах у складі національної збірної Греції в матчі відбору на чемпіонат Європи 1996 року проти Сан-Марино (4:0). Він пішов зі збірної у вересні 2001 року, як повідомляється, після суперечки з тренером Отто Рехагелем. Всього протягом кар'єри у національній команді, яка тривала 7 років, провів у формі головної команди країни 35 матчів, забивши 3 голи.
| Дата       | Місто        | Господарі            | Результат | Гості             | Турнір                               | Голи | Примітки |
| ---------- | ------------ | -------------------- | --------- | ----------------- | ------------------------------------ | ---- | -------- |
| 6-9-1995   | Серравалле   | Сан-Марино           | 0 – 4     | Греція            | Відбір до ЧЄ 1996                    | -    |          |
| 20-9-1995  | Салоніки     | Греція               | 0 – 2     | Югославія         | товариський матч                     | -    |          |
| 11-10-1995 | Москва       | Росія                | 2 – 1     | Греція            | Відбір до ЧЄ 1996                    | -    |          |
| 15-11-1995 | Іракліон     | Греція               | 5 – 0     | Фарерські острови | Відбір до ЧЄ 1996                    | -    |          |
| 22-1-1997  | Єрусалим     | Ізраїль              | 1 – 1     | Греція            | товариський матч                     | -    |          |
| 19-2-1997  | Афіни        | Греція               | 0 – 0     | Португалія        | товариський матч                     | -    |          |
| 2-4-1997   | Сараєво      | Боснія і Герцеговина | 0 – 1     | Греція            | Відбір до ЧС 1998                    | -    |          |
| 19-8-1997  | Іракліон     | Греція               | 2 – 1     | Кіпр              | товариський матч                     | -    |          |
| 6-9-1997   | Любляна      | Словенія             | 0 – 3     | Греція            | Відбір до ЧС 1998                    | -    |          |
| 11-10-1997 | Афіни        | Греція               | 0 – 0     | Данія             | Відбір до ЧС 1998                    | -    |          |
| 18-2-1998  | Афіни        | Греція               | 1 – 1     | Росія             | товариський матч                     | -    |          |
| 8-4-1998   | Бухарест     | Румунія              | 2 – 1     | Греція            | товариський матч                     | -    |          |
| 6-9-1998   | Афіни        | Греція               | 2 – 2     | Словенія          | Відбір до ЧЄ 2000                    | -    |          |
| 14-10-1998 | Афіни        | Греція               | 3 – 0     | Грузія            | Відбір до ЧЄ 2000                    | -    |          |
| 18-11-1998 | Тирана       | Албанія              | 0 – 0     | Греція            | Відбір до ЧЄ 2000                    | -    |          |
| 3-2-1999   | Ларнака      | Фінляндія            | 1 – 2     | Греція            | Кубок Кіпрської футбольної асоціації | 1    |          |
| 5-2-1999   | Ларнака      | Бельгія              | 0 – 1     | Греція            | Кубок Кіпрської футбольної асоціації | -    |          |
| 10-3-1999  | Афіни        | Греція               | 3 – 2     | Хорватія          | товариський матч                     | -    |          |
| 27-3-1999  | Афіни        | Греція               | 0 – 2     | Норвегія          | Відбір до ЧЄ 2000                    | -    |          |
| 31-3-1999  | Рига         | Латвія               | 0 – 0     | Греція            | Відбір до ЧЄ 2000                    | -    |          |
| 28-4-1999  | Афіни        | Греція               | 1 – 1     | Швейцарія         | товариський матч                     | 1    |          |
| 5-6-1999   | Тбілісі      | Грузія               | 1 – 2     | Греція            | Відбір до ЧЄ 2000                    | -    |          |
| 9-6-1999   | Афіни        | Греція               | 1 – 2     | Латвія            | Відбір до ЧЄ 2000                    | -    |          |
| 16-8-1999  | Ксанті       | Греція               | 3 – 2     | Мексика           | товариський матч                     | 1    |          |
| 4-9-1999   | Осло         | Норвегія             | 1 – 0     | Греція            | Відбір до ЧЄ 2000                    | -    |          |
| 6-10-1999  | Афіни        | Греція               | 2 – 0     | Албанія           | Відбір до ЧЄ 2000                    | -    |          |
| 23-2-2000  | Каламата     | Греція               | 4 – 1     | Австралія         | товариський матч                     | -    |          |
| 29-3-2000  | Афіни        | Греція               | 2 – 0     | Румунія           | товариський матч                     | -    |          |
| 3-6-2000   | Бухарест     | Румунія              | 2 – 1     | Греція            | товариський матч                     | -    |          |
| 16-8-2000  | Санкт-Галлен | Швейцарія            | 2 – 2     | Греція            | товариський матч                     | -    |          |
| 2-9-2000   | Гамбург      | Німеччина            | 2 – 0     | Греція            | Відбір до ЧС 2002                    | -    |          |
| 7-10-2000  | Афіни        | Греція               | 1 – 0     | Фінляндія         | Відбір до ЧС 2002                    | -    |          |
| 15-11-2000 | Родос        | Греція               | 0 – 2     | Словенія          | товариський матч                     | -    |          |
| 28-3-2001  | Афіни        | Греція               | 2 – 4     | Німеччина         | Відбір до ЧС 2002                    | -    |          |
| 5-9-2001   | Гельсінкі    | Фінляндія            | 5 – 1     | Греція            | Відбір до ЧС 2002                    | -    |          |
| Усього     |              | Матчів               | 35        |                   | Голів                                | 3    |          |

## Титули і досягнення

### Командні
- Чемпіон Греції (7):

«Олімпіакос»: 1996–97, 1997–98, 1998–99, 2000–01, 2004–05, 2005–06, 2006–07
- Володар Кубка Греції (2):

«Олімпіакос»: 1998–99, 2004–05, 2005–06
- Володар Суперкубка Греції (1):

«Олімпіакос»: 2007

### Особисті
- Футболіст року в Греції: 1999